# Wiktoria Gąsiewska

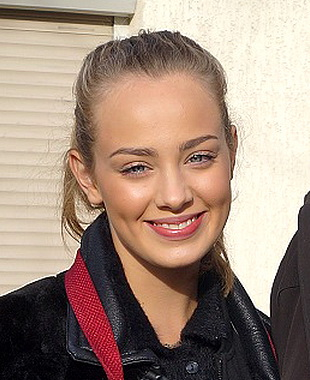
Wiktoria Gąsiewska (2018)

Wiktoria Aneta Gąsiewska (* 11. März 1999 in Warschau) ist eine polnische Schauspielerin.

## Leben und Karriere
Gąsiewska wurde am 11. März 1999 in Warschau geboren. Ihr Bildschirm-Debüt gab sie 2005 in der Fernsehserie Na dobre i na złe, im Kino war sie erstmals 2006 in Jan Jakub Kolskis Film Jasminum zu sehen. Danach spielte sie 2011 unter anderem auch in dem Film 1920 – Die letzte Schlacht mit. Außerdem trat sie 2018 in Squadron 303 – Luftschlacht um England auf. 2020 bekam sie in Nobody Sleeps in the Woods Tonight eine der Hauptrollen. Im selben Jahr war sie in der Sendung Łowcy nagród zu sehen.

## Filmografie
Filme
- 2006: Jasminum
- 2007: Das Massaker von Katyn (Katyń)
- 2007: Koniec lata
- 2008: Lejdis
- 2009: Afonia i pszczoły
- 2011: 1920 – Die letzte Schlacht (1920 Bitwa warszawska)
- 2015: Baby Bump
- 2018: Squadron 303 – Luftschlacht um England (Dywizjon 303. Historia prawdziwa)
- 2020: Futro z misia
- 2020: Nobody Sleeps in the Woods Tonight (W lesie dzis nie zasnie nikt)
- 2022: Krime Story
- 2022: Swieta inaczej
- 2024: Powolany 2

Serien
- 2005: Na dobre i na złe
- 2007–2009: Rodzina zastępcza
- 2016–2020: Rodzinka.pl
- seit 2016: Barwy szczescia
- 2019: Pierwsza miłość
- 2020: Będzie dobrze, kochanie
- 2021–2022: Kowalscy kontra Kowalscy
- 2021–2022: Papiery na szczęście
- 2023: Ojciec Mateusz
- 2023–2024: Dzielnica strachu
- 2024: Algorytm milosci